# Saint-Sigismond, Vendée
Saint-Sigismond là một xã ở tỉnh Vendée trong vùng Pays de la Loire, Pháp. Xã này có diện tích 10,46 kilômét vuông, dân số năm 2006 là 323 người. Xã này nằm ở khu vực có độ cao trung bình 11 mét trên mực nước biển.

## Biến động dân số
| Năm | 1962 | 1968 | 1975 | 1982 | 1990 | 1999 | 2006 |
| --- | ---- | ---- | ---- | ---- | ---- | ---- | ---- |
| Dân số | 454  | 471  | 416  | 378  | 361  | 365  | 323  |
| From the year 1962 on: No double counting—residents of multiple communes (e.g. students and military personnel) are counted only once. |      |      |      |      |      |      |      |